# 337
337 foi um ano comum do século IV que se iniciou e terminou a um sábado, segundo o Calendário Juliano. A sua letra dominical foi B.
| Ano completo                   |
| ------------------------------ |
| Ano comum com início ao sábado |

## Eventos
- 6 de Fevereiro - É eleito o Papa Júlio I, 35º papa, que sucedeu ao Papa Marcos.

## Mortes
- Constantino I, primeiro imperador do Império Bizantino.[1]